# Mieczysław Podgórski
Mieczysław Podgórski (ur. 20 listopada 1916 we Lwowie, zm. 16 września 2015 w Warszawie) – pułkownik dypl. pilot Sił Zbrojnych Polskiej Rzeczypospolitej Ludowej.

## Życiorys
Syn Tadeusza. Od 1937 roku służył w Wojsku Polskim. Brał udział w wojnie obronnej 1939 roku pełniąc wówczas służbę wojskową w pociągu pancernym „Bartosz Głowacki”. Po wkroczeniu Rosjan do Lwowa, jako jeniec wojenny został wywieziony do łagru. Pracował tam przy budowie linii kolejowej Kołtas – Workuta. 
W 1941 roku z grupą jeńców wywieziony został do łagru w pobliżu rzeki Kama. W grudniu 1942 roku jadąc do Armii gen. Władysława Andersa ciężko zachorował na zapalenie płuc i pozostawiono go w szpitalu, do kwietnia 1943 r. 
5 maja 1943 r. rozpoczął służbę w 1 Dywizji Piechoty im. Tadeusza Kościuszki. W lipcu 1943 r. został przeniesiony do 1 pułku lotnictwa myśliwskiego „Warszawa”. Brał udział we wszystkich operacjach tego pułku do maja 1945 r. Wykonał 20 lotów bojowych. W 1947 roku będąc dowódcą eskadry lotniczej zakończył służbę w powietrzu.
Następnie zajmował wiele wysokich stanowisk w służbach technicznych. W latach 1957–1975 był pracownikiem naukowym Akademii Sztabu Generalnego WP. W 1973 roku wraz z innymi lotnikami-weteranami otrzymał tytuł Honorowego Obywatela Miasta Warki. 25 czerwca 1975 r. przeszedł w stan spoczynku.
Członek Stowarzyszenia Seniorów Lotnictwa Wojskowego RP.  Społecznik uczestniczący w działalności stowarzyszeń mających na celu podtrzymanie tradycji wojskowych, w tym integrację środowisk byłych żołnierzy lotnictwa wojskowego Sił Zbrojnych RP. Przekazał wiele książek i eksponatów do szkół noszących imiona lotnicze. Popularyzator wiedzy o lotnictwie, szczególnie wśród młodzieży.
Zmarł 16 września 2015 r. w Szpitalu MSW w Warszawie. Msza Święta żałobna odbyła się 25 września 2015 r. w Katedrze Polowej Wojska Polskiego w Warszawie. Został pochowany w grobie rodzinnym na cmentarzu parafialnym w Rembertowie (kwatera VI-5-30).

## Ordery i odznaczenia
- Krzyż Oficerski Orderu Odrodzenia Polski[4]
- Krzyż Kawalerski Orderu Odrodzenia Polski
- Złoty Krzyż Zasługi
- Krzyż Walecznych
- Srebrny Krzyż Zasługi
- Brązowy Krzyż Zasługi
- Złoty Medal „Siły Zbrojne w Służbie Ojczyzny”
- Srebrny Medal „Siły Zbrojne w Służbie Ojczyzny”
- Brązowy Medal „Siły Zbrojne w Służbie Ojczyzny”
- Złoty Medal „Za zasługi dla obronności kraju”
- Srebrny Medal „Za zasługi dla obronności kraju”
- Brązowy Medal „Za zasługi dla obronności kraju”